# Proutictis festucaria
Proutictis festucaria là một loài bướm đêm trong họ Geometridae.